# Batalla del monte Gilboa
La Batalla del Monte Gilboa fue un enfrentamiento militar entre los israelitas, liderados por el rey Saúl, y los filisteos, que tuvo lugar aproximadamente en el año 992 a. C. en el monte Gilboa, una región montañosa ubicada en el norte de Israel. Esta batalla marcó un punto de inflexión en la historia del antiguo Israel, ya que significó la muerte del rey Saúl, y su hijo primogénito el príncipe Jonatán.Casiodoro de Reina; Cipriano de Valera (1909). «1 Samuel 31, 1». Biblia, versión Reina-Valera (Wikisource).

## Antecedentes
Tras la llegada de los filisteos a la región de Canaán alrededor del 1200 a. C., provenientes de la región del Mar Egeo, se posicionaron como una amenaza para los israelitas, gracias a su superioridad militar derivada del uso del hierro forjado y su experiencia en tácticas de combate heredada de la cultura griega. Por lo que tuvieron una serie de enfrentamientos por el control de la región. 
Los filisteos estaban organizados en 5 ciudades-estado, Ashdod, Ascalón, Gaza, Gat y Ecrón, liderados cada uno por un tirano o príncipe.

### Biblia
A pesar de la ventaja filistea, los israelitas lograron obtener algunas victorias durante breves períodos bajo el liderazgo de figuras como Sansón, quien con su fuerza sobrehumana y hazañas heroicas desafió el poderío filisteo. Posteriormente, el profeta Samuel emergió como líder religioso y político, unificando al pueblo israelita y ungiendo a Saúl como primer rey. Bajo el reinado de Saúl, los israelitas consiguieron algunas victorias contra los filisteos, pero su gobierno se vio debilitado por la desobediencia a las órdenes divinas y decisiones impulsivas. En este contexto de inestabilidad, David, un joven pastor de Belén, destacó por su valentía, astucia y habilidades militares excepcionales. Sus victorias en batallas como la del valle de Ela contra el gigante Goliat lo convirtieron en un héroe nacional y lo catapultaron a la fama. Su popularidad entre el pueblo israelita creció rápidamente, lo que generó recelos y paranoia en el rey Saúl, quien lo percibió como una amenaza a su trono y poder. 
Temiendo por su vida y buscando protección, David se vio obligado a huir de Saúl y buscar refugio entre los filisteos de Gat. Aquis, rey de Gat, inicialmente lo recibió con recelo, pero las habilidades militares y la astucia política de David lo llevaron a ganarse la confianza de Aquis, quien lo contrató como mercenario y le otorgó la aldea de Siclag para vivir con sus soldados. David actuó con cautela y prudencia, fingiendo lealtad a los filisteos mientras secretamente mantenía contacto con algunos israelitas.
Durante este periodo los filisteos continuaban con una presión contra los israelitas, atacando Micmash hasta alcanzar su punto álgido en el monte Gilboa.

## Batalla
David se disponía a participar en contra de su nación del lado de los filisteos, pero los reyes de otras ciudades filisteas se opusieron a que David los acompañara, ya que temían que se podría poner del lado de sus compatriotas, por esta razón le fue prohibido a David y a sus hombres participar en la batalla. 
Los israelitas, bajo el liderazgo de Saúl, movilizaron sus tropas y buscaron aliados entre las tribus vecinas. Los filisteos, confiados en su superioridad militar, concentraron sus fuerzas y elaboraron estrategias para superar las defensas israelitas. Sin embargo, las tropas israelitas se vieron superadas por los filisteos. En el transcurso de la batalla, tres de los hijos de Saúl, Jonatán, Malquisúa y Aminadab, perdieron la vida.

### Muerte de Saúl
Ante la derrota inminente y la perspectiva de ser capturado por los filisteos, Saúl se vio sumido en la desesperación y el deshonor. Temiendo la humillación y la tortura a manos de sus enemigos, el rey tomó la drástica decisión de suicidarse. Le pidió a su escudero que lo matara, pero este se negó. Finalmente, Saúl, tomando su propia espada, se quitó la vida. Su cuerpo fue decapitado y exhibido en un templo a la diosa Astarté en Ascalón.

## Consecuencias
- La victoria filistea les permitió controlar temporalmente algunas ciudades ribereñas del Río Jordán, ampliando su territorio y debilitando aún más la posición de Israel. Sin embargo, este dominio filisteo fue efímero, ya que David, tras ser coronado rey de Israel, logró recuperar las ciudades perdidas.[11]

- Tras la muerte de Saúl, no todos los israelitas aceptaron de inmediato a David como rey. Abner, general del ejército de Saúl, coronó a Isbaal, hijo de Saúl, como rey de Israel.[12]
- Al enterarse de la muerte de Saúl y Jonatán, David se entristeció profundamente y compuso un lamento fúnebre en su honor, conocido como "Canto por Saúl y Jonatán". Este canto refleja la complejidad de la relación entre ambos personajes y la nobleza de David, quien incluso en la victoria no se alegró de la muerte de sus enemigos.
- Durante su estancia entre los filisteos, David tuvo la oportunidad de observar y aprender de cerca sus tácticas militares y su tecnología bélica. Es posible que este conocimiento le haya sido útil en sus futuras batallas contra los filisteos y otros enemigos.